# Representação decimal
A representação decimal de um número real não negativo r é uma expressão da forma.
{\displaystyle r=\sum _{i=0}^{\infty }{\frac {a_{i}}{10^{i}}}}
onde {\displaystyle a_{0}} é um número natural, e {\displaystyle a_{1},a_{2},\dots } são números naturais que satisfazem {\displaystyle 0\leq a_{i}\leq 9};
Isto é frequentemente escrito de modo mais compacto e elegante como segue:
{\displaystyle r=a_{0}.a_{1}a_{2}a_{3}\dots .}
Significa-se, com esta última forma, que {\displaystyle a_{0}} é a parte inteira de {\displaystyle r}, não necessariamente entre 0 e 9, e  {\displaystyle a_{1},a_{2},a_{3},\dots } são os dígitos que compõem a parte fracionária (ou "não inteira") de {\displaystyle r.}
A aparente exigência de ser o número real "não negativo" justifica-se: para os números reais negativos, a representação formal é a mesma precisamente, bastando juntar-se-lhe o sinal convencional de número negativo (o sinal "–"). O sinal "–" entende-se, então, como um operador de inversão ou simetria aditiva: o operador capaz de transformar um dado número no seu inverso aditivo (ou simétrico aditivo).

## Aproximações decimais finitas
Qualquer número real pode ser aproximado a qualquer desejado ou especificado grau de precisão por meio de números racionais com representações decimais finitas.
Seja {\displaystyle x\geq 0}. Então, para todo número natural {\displaystyle n\geq 1}, existe um decimal finito {\displaystyle r_{n}=a_{0}.a_{1}a_{2}\cdots a_{n}} tal que
{\displaystyle r_{n}\leq x<r_{n}+{\frac {1}{10^{n}}}.\,}
Demonstração:
Seja {\displaystyle r_{n}=\textstyle {\frac {p}{10^{n}}}}, onde {\displaystyle p=\lfloor 10^{n}x\rfloor }.
Então {\displaystyle p\leq 10^{n}x<p+1}, e o resultado surge pela divisão de ambos os lados por {\displaystyle 10^{n}}. (O fato de que {\displaystyle r_{n}} tem uma representação decimal finita é facilmente estabelecido.)

## Representações decimais múltiplas
Alguns números reais têm duas representações decimais infinitas. Por exemplo, o número 1 pode ser corretamente representado por 1,0000000..., bem como por 0,9999999... (com um número infinito de dígitos "9", extensão ao infinito simbolizada por "...", as reticências). Convencionalmente, a primeira versão é preferida e há várias razões práticas para isso: basta omitir a sequência infinita de dígitos "0" após o separador decimal — a vírgula decimal, em cultura lusófona, o ponto decimal, em cultura anglófona — remover o separador decimal, e uma compacta e conveniente forma decimal normalizada é obtida.
Contudo, as outras formas de representação decimal infinitas merecem atenção e não devem ser consideradas inferiores. Isso, todavia, é melhor examinado em artigos específicos.